# Morishima Hiroaki
Morishima Hiroaki (森島 寛晃 Morishima Hiroaki, sinh ngày 30 tháng 4 năm, 1972) là một cựu cầu thủ bóng đá Nhật Bản. Anh từng thi đấu cho Đội tuyển bóng đá quốc gia Nhật Bản.

## Sự nghiệp câu lạc bộ
Anh gia nhập Yanmar Diesel của Japan Soccer League (sau này là Cerezo Osaka) năm 1991. Vào năm 1992, Japan Soccer League giải tán và câu lạc bộ tham dự giải đấu mới Japan Football League. Đội giành ngôi vô địch 1994 và lên hạng J1 League. Đội giành ngôi á quân tại Cúp Hoàng đế 2001 và 2003. Anh giải nghệ cuối mùa 2008. Anh thi đấu 456 trận và ghi 140 bàn cho caulacj bộ.

## Thống kê sự nghiệp
| Đội tuyển bóng đá Nhật Bản | Đội tuyển bóng đá Nhật Bản | Đội tuyển bóng đá Nhật Bản |
| Năm                        | Trận                       | Bàn                        |
| -------------------------- | -------------------------- | -------------------------- |
| 1995                       | 9                          | 0                          |
| 1996                       | 11                         | 2                          |
| 1997                       | 14                         | 5                          |
| 1998                       | 3                          | 0                          |
| 1999                       | 0                          | 0                          |
| 2000                       | 10                         | 3                          |
| 2001                       | 9                          | 1                          |
| 2002                       | 8                          | 1                          |
| Tổng cộng                  | 64                         | 12                         |